# Dilophus edwardsi
Dilophus edwardsi är en tvåvingeart som först beskrevs av Hardy 1948.  Dilophus edwardsi ingår i släktet Dilophus och familjen hårmyggor. Inga underarter finns listade i Catalogue of Life.